# Jacek Wójcik (lekkoatleta)
Jacek Wójcik (ur. 21 grudnia 1961) – polski lekkoatleta, specjalizujący się w biegach długodystansowych.

## Osiągnięcia
- Halowe mistrzostwa Polski seniorów w lekkoatletyce (2 medale)[1]
  - Zabrze 1986
    - srebrny medal w biegu na 3000 m

  - Zabrze 1987
    - srebrny medal w biegu na 3000 m

## Rekordy życiowe
- bieg na 3000 metrów
  - stadion – 8:01,61 (Sopot 1987)
  - hala – 8:09,44 (Zabrze 1987)
- bieg na 5000 metrów
  - stadion – 13:53,40 (Warszawa 1984)
- bieg na 10 000 metrów
  - stadion – 29:05,76 (1987)